# Christophe de Cerisay
Pour les articles ayant des titres homophones, voir Cerisay et Cerizay.
Christophe de Cerisay est un seigneur normand du XVe siècle, baron de La Haye-du-Puits, bailli de Cotentin et chambellan du roi Charles VIII.
Il est le fils du chevalier Guillaume de Cerisay, grand bailli de Cotentin et vicomte de Carentan. Par son père, il est seigneur de Vesly et de Montereul.

## Biographie
Christophe de Cerisay devint bailli de Cotentin.
En 1462, il achète la seigneurie de de la Rivière à Guillaume de Montenay, en possession du domaine depuis le XIIIe siècle et devient ainsi baron de La Rivière.
De 1483 à 1498, il exerce la charge de chambellan auprès du roi de France Charles VIII.
Le 31 mars 1484, il accède à la fonction de conseiller au Parlement.
En 1487, Christophe de Cerisay transmet sa charge de conseiller du Parlement à son frère Pierre II de Cerisay.
En 1491, il acquiert le château de La Haye-du-Puits, dans le Cotentin et devient baron de la Haye-du-Puys.
En 1493, il achète la terre de Fauguernon, possession de la famille de Montenay.

## Union et descendance
Christophe de Cerisay épouse Françoise de Magneville. De cette union est issu une fille unique nommée Marie de Cerisay. Elle épousera, en 1491, Gaston de Brézé, seigneur de Montmartin, de Plasnes et d'Auvrecher. En 1515, Marie de Cerisay vendra le domaine de la Haye-du-Puys à Jean de Magneville, parent de sa mère.